# Magny (Haut-Rhin)
Magny település Franciaországban, Haut-Rhin megyében. Lakosainak száma 286 fő (2022. január 1.). Magny Valdieu-Lutran, Montreux-Vieux, Montreux-Jeune, Romagny és Chavannes-les-Grands községekkel határos.

## Népesség
A település népességének változása:
| Lakosok száma | 297  | 305  | 314  | 308  | 304  | 300  | 295  | 291  | 286  |
|               | 2013 | 2015 | 2016 | 2017 | 2018 | 2019 | 2020 | 2021 | 2022 |